# 신경은
신경은(1987년 10월 6일 ~ )은 대한민국 KTV 국민방송의 아나운서다.

## 학력
- 서문여자고등학교 졸업
- 숙명여자대학교 국문학과 학사

## 경력
- KTV 국민방송 기자/앵커
- YTN 사이언스 기자/앵커
- 티브로드 아나운서
- 현대HCN 아나운서

## 진행 중인 TV 프로그램
- KTV 대한뉴스